# غوردون رووي
غوردون رووي (30 يونيو 1915 في المملكة المتحدة - 9 يونيو 1995 في نيوزيلندا) (بالإنجليزية: Gordon Rowe)‏ هو لاعب كريكت نيوزلندي. شارك مع منتخب نيوزيلندا الوطني للكريكت.

## وصلات خارجية
- غوردون رووي على موقع إي آس بي آن كريك إنفو (الإنجليزية)